# ژان-مارک ناتیه
ژان-مارک ناتیه (به فرانسوی: Jean-Marc Nattier) (۱۷ مارس ۱۶۸۵ – ۷ نوامبر ۱۷۶۶)، نقاش برجسته فرانسوی اهل پاریس و پسر دوم مارک ناتیه (۱۶۴۲–۱۷۰۵)، نقاش تک‌چهره‌پرداز، و ماری کورتوس (۱۶۵۵–۱۷۰۳)، نگارگر بود. او بیشتر برای تک‌چهره‌هایش از بانوان دربار لوئی پانزدهم در پوشش اسطوره‌های کلاسیک شناخته می‌شود.
او اولین آموزش‌های نقاشی خود را از سوی پدر و عمویش، مارک ناتیه و ژان جوونه که نقاش تاریخی بود فرا گرفت. ژان مارک در سال ۱۷۰۳ در آکادمی سلطنتی فرانسه ثبت نام کرد و به کپی‌کردن تصاویر در کاخ لوکزامبورگ به مشغول شد و مجموعه‌ای از طراحی‌های چرخه نقاشی ماری دو مدیچی توسط پیتر پل روبنس را ساخت. انتشار حکاکی‌های مبتنی بر این نقاشی‌ها در سال ۱۷۱۰ باعث شهرت ناتیه شد. اما او از ادامه تحصیل در آکادمی فرانسه در رم خودداری کرد؛ اگرچه در پانزده سالگی جایزه اول آکادمی پاریس را دریافت کرده بود. در سال ۱۷۱۵ او به آمستردام رفت، جایی که در آن زمان پتر کبیر در آنجا اقامت داشت و پرتره‌هایی هم از تزار و همسرش کاترین یکم کشید. پتر چنان مجذوب هنر او شده بود که او را به آمدن به روسیه دعوت کرد، اما ژان مارک این پیشنهاد را رد کرد.
ژان مارک ناتیه آرزو داشت مانند عمویش نقاش تاریخی شود. بین سال‌های ۱۷۱۵ و ۱۷۲۰ او خود را وقف نمونه‌های کرد. مانند آثاری از نبرد پولتاوا، که برای پیتر کبیر نقاشی کرد و سنگ‌سازی فینیوس و همراهانش که منجر به انتخاب او به آکادمی شد. او در سال ۱۷۶۶ در پاریس درگذشت.

## نمونه آثار

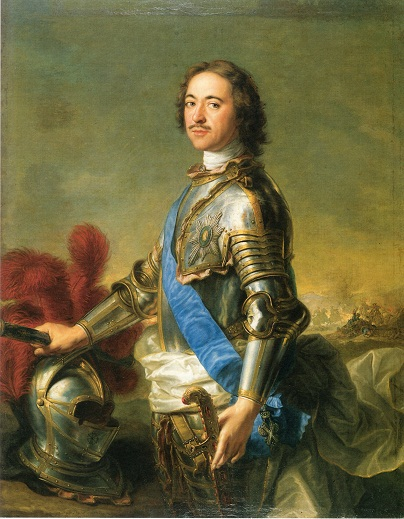
پرتره «تزار پتر کبیر» در سال ۱۷۱۷م
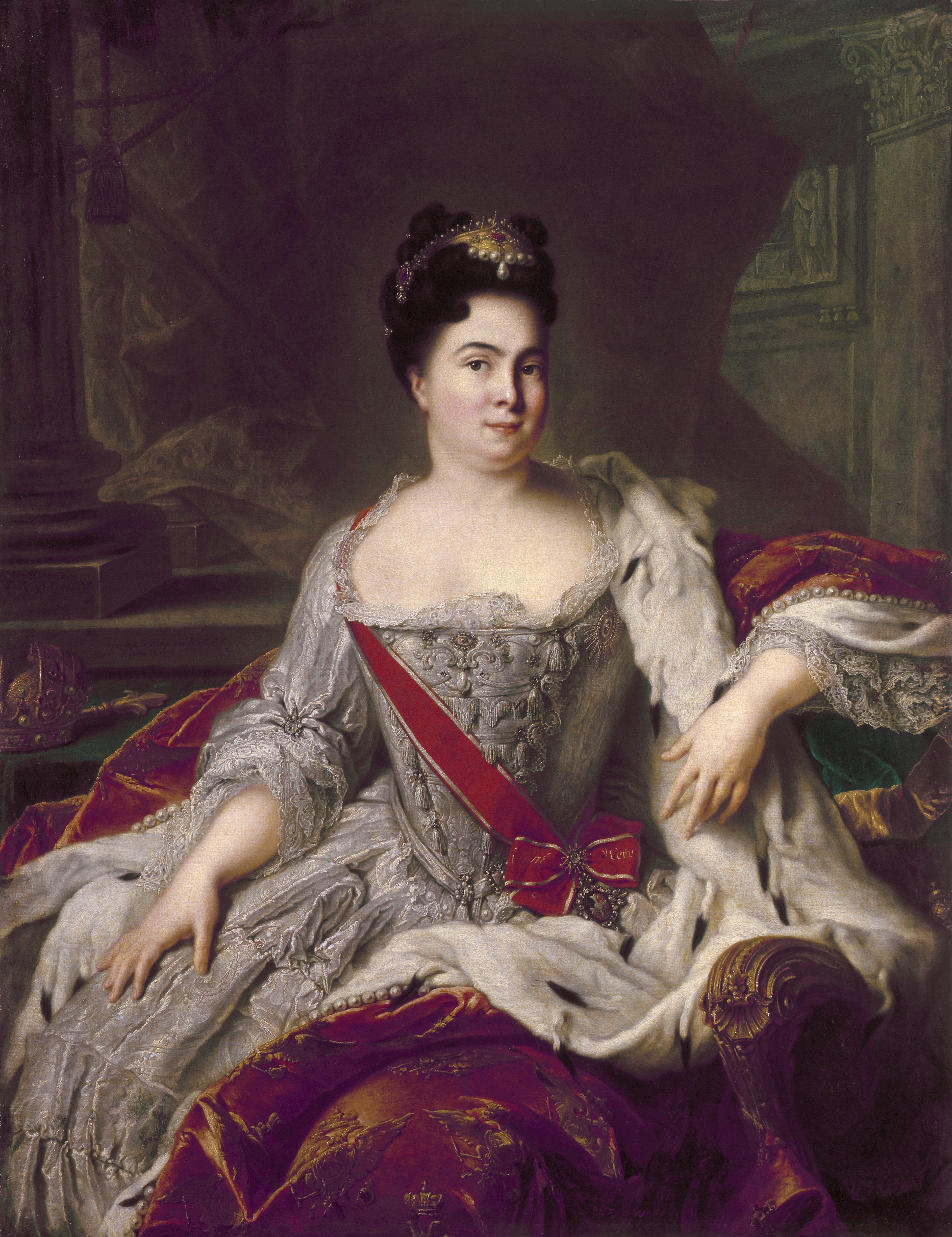
پرتره «کاترین یکم» در سال ۱۷۱۷م
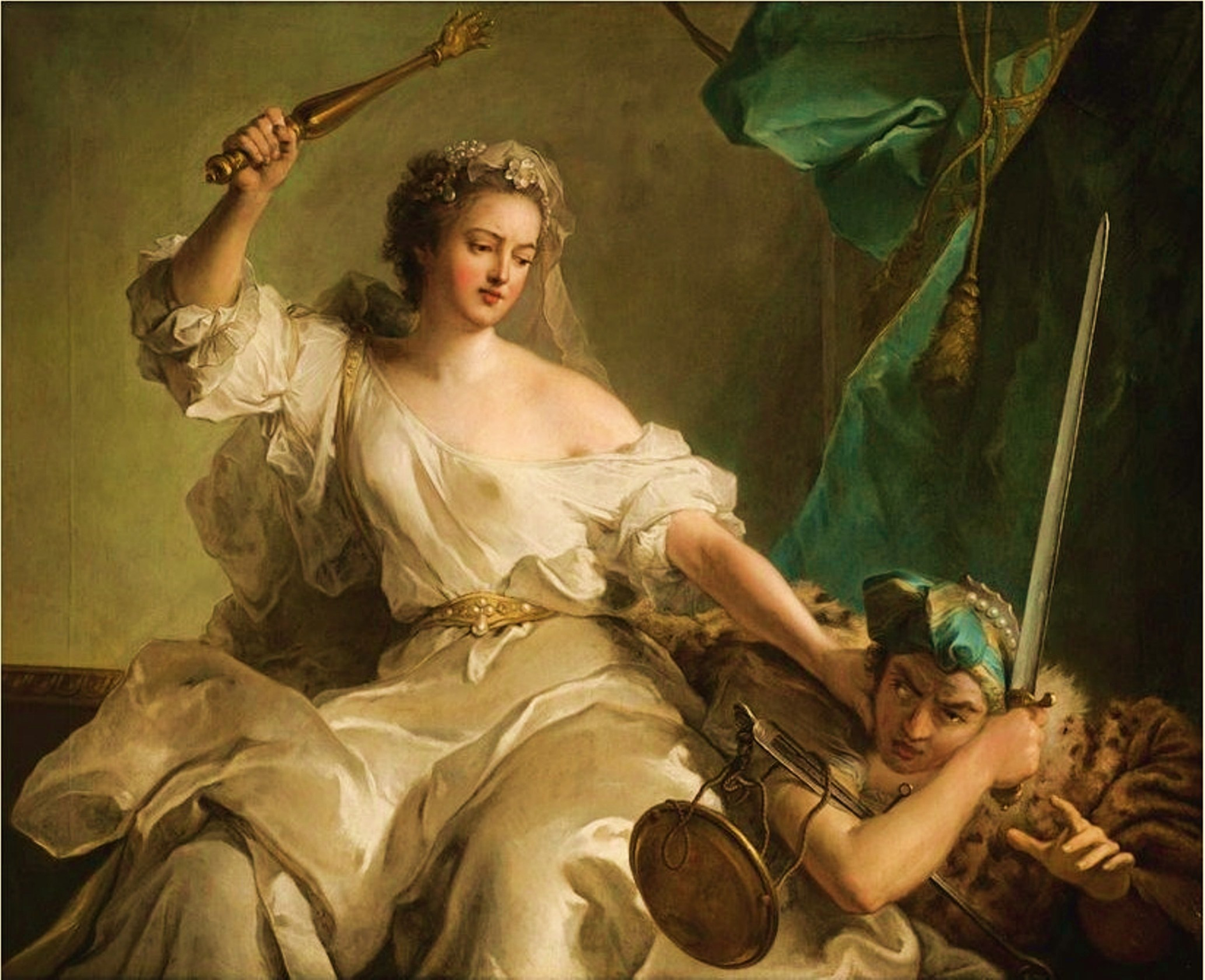
نگاره «عدالت مجازات بی‌عدالتی» در سال ۱۷۳۷م
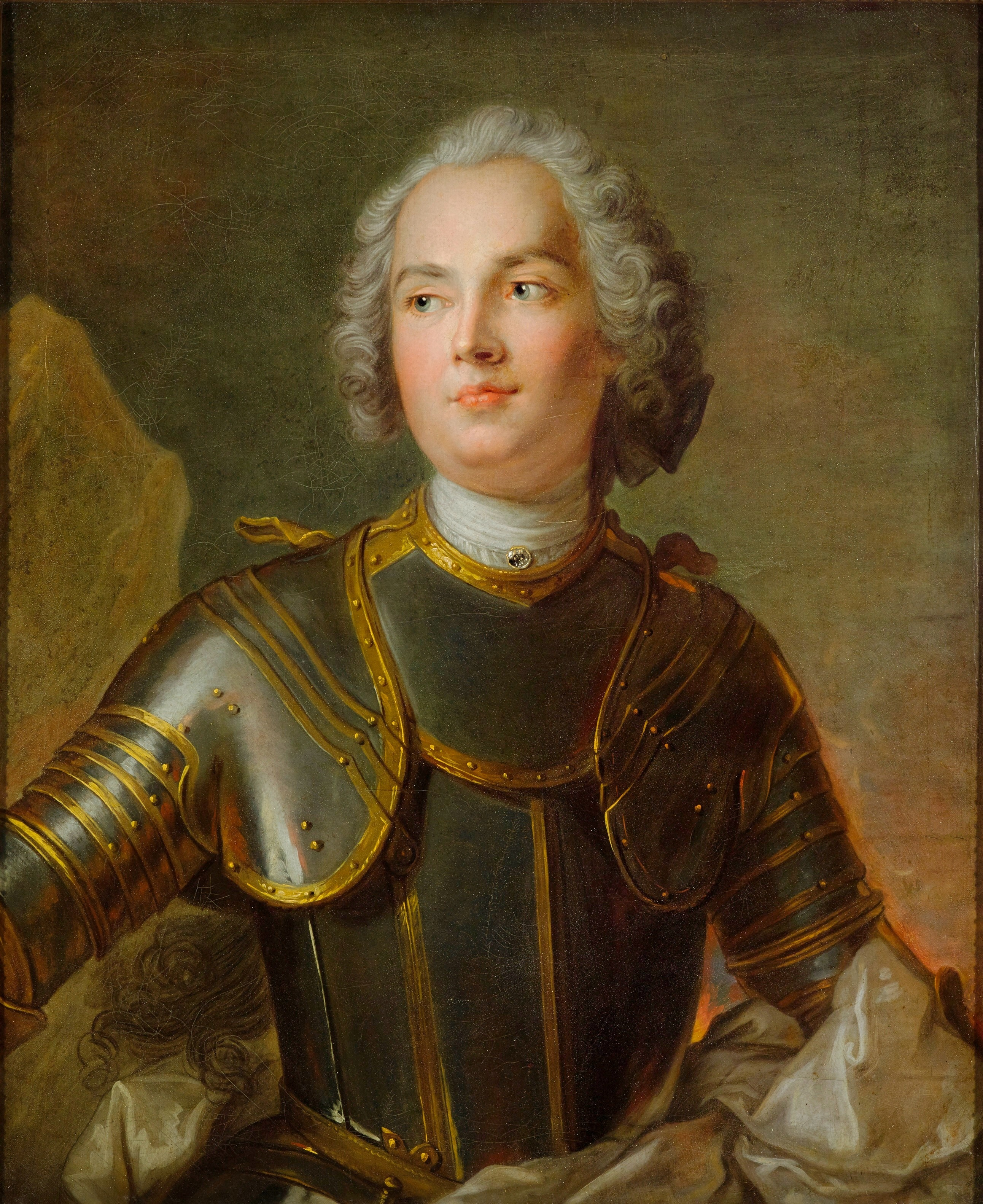
پرتره «آدام تارلو» در سال ۱۷۴۰م
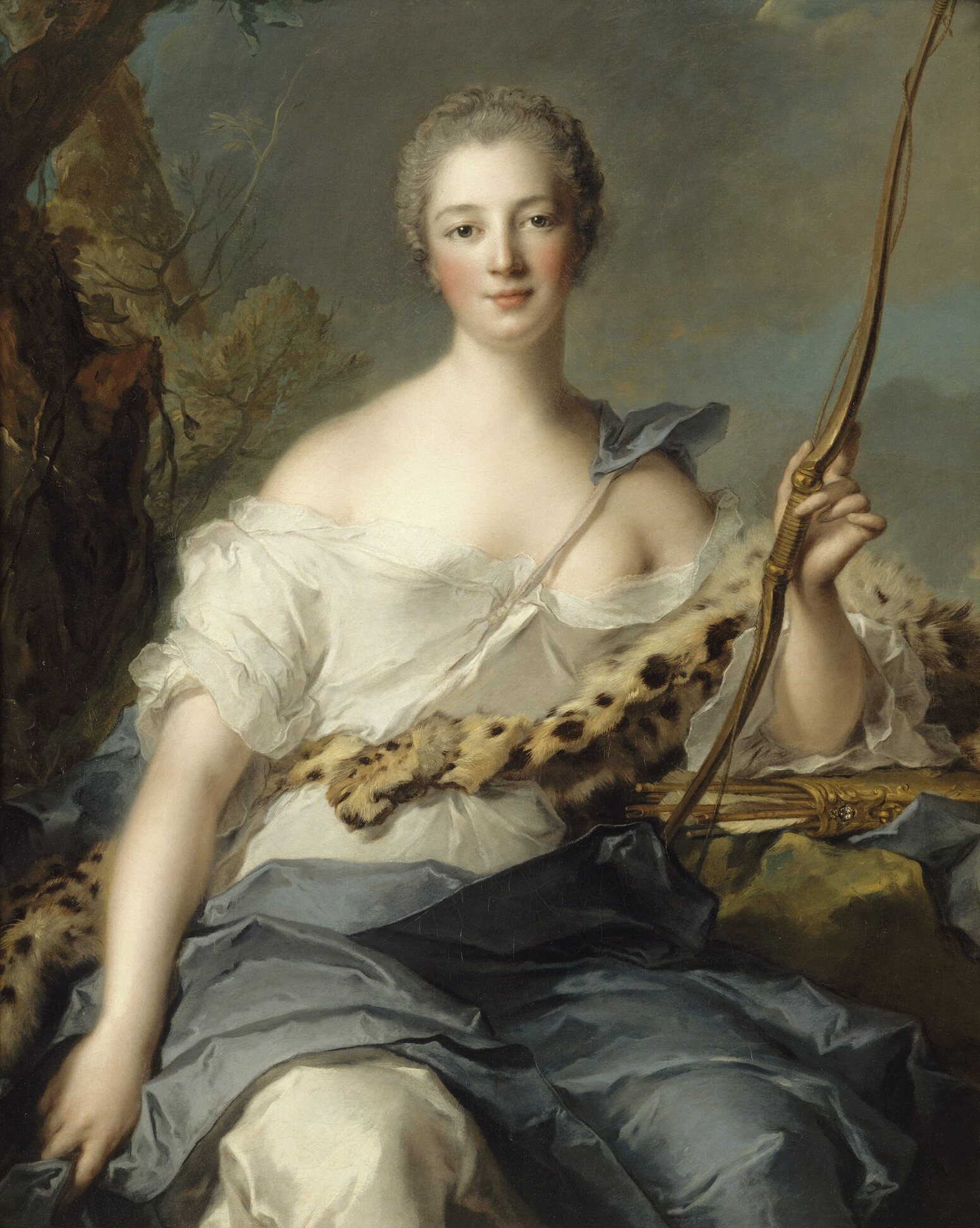
مادام دوپومپادور در نقش دایانا شکارچی در سال ۱۷۴۶م
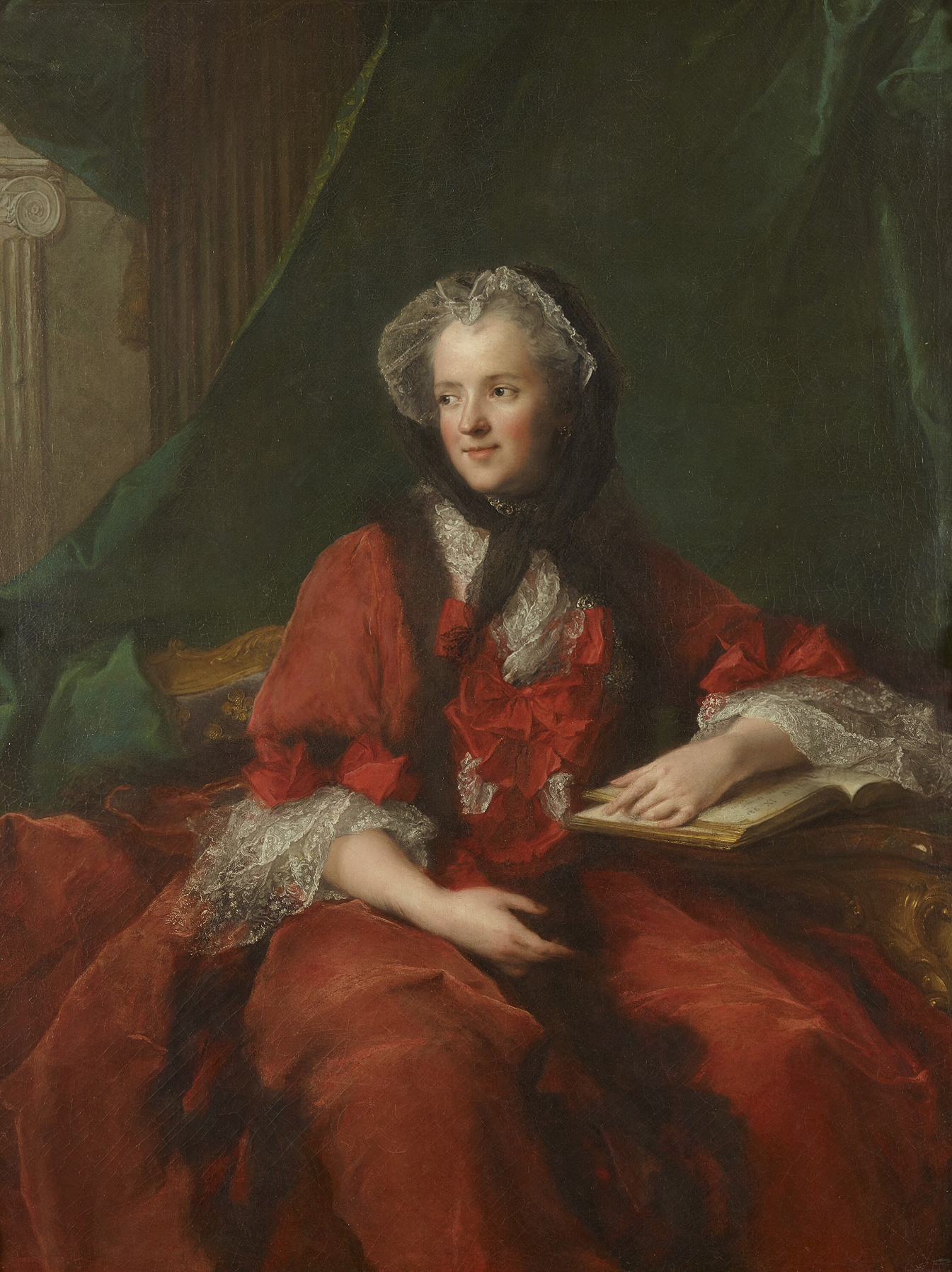
پرتره «ماری لژچینسکا ملکه فرانسه درحال خواندن کتاب مقدس» در سال ۱۷۴۸م
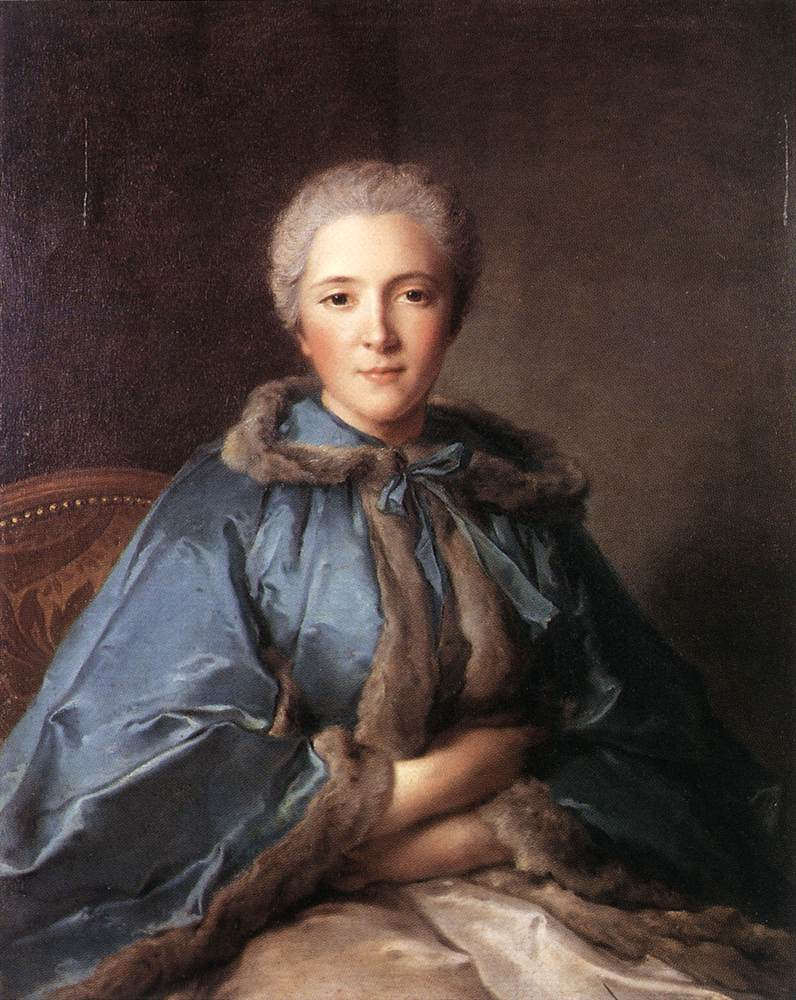
پرتره کنتس تیلیر در سال ۱۷۵۰م
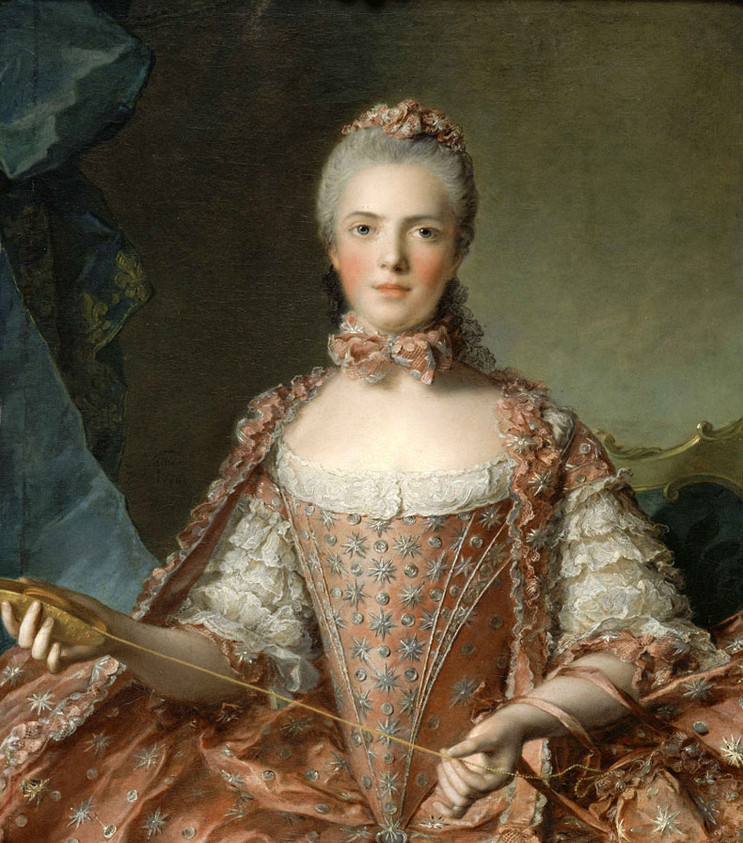
پرتره «مادام آدلاید از فرانسه» در سال ۱۷۵۶م
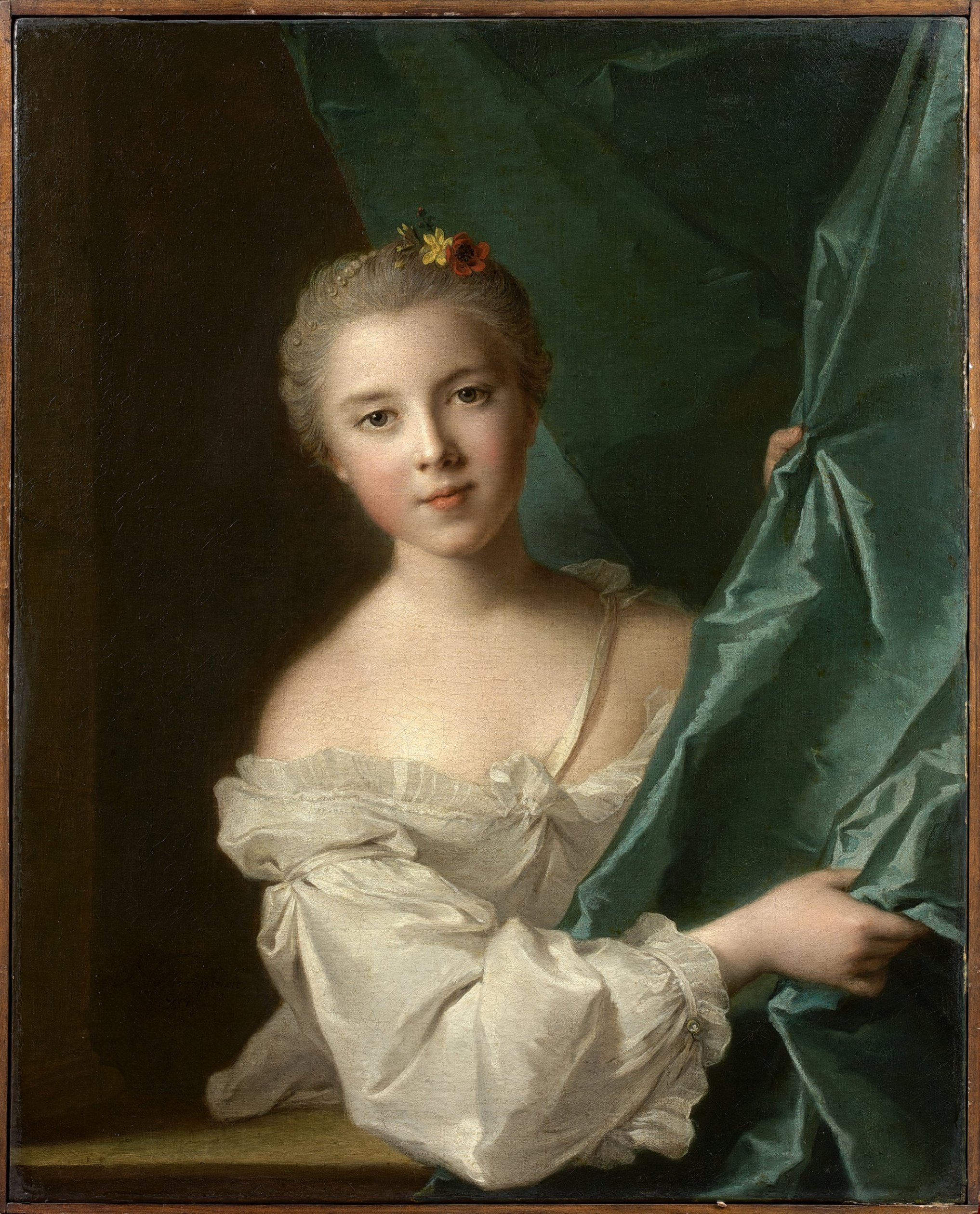
پرتره «الئونور لوئیز لوژاندر دوبرویل» در سال ۱۷۵۱م
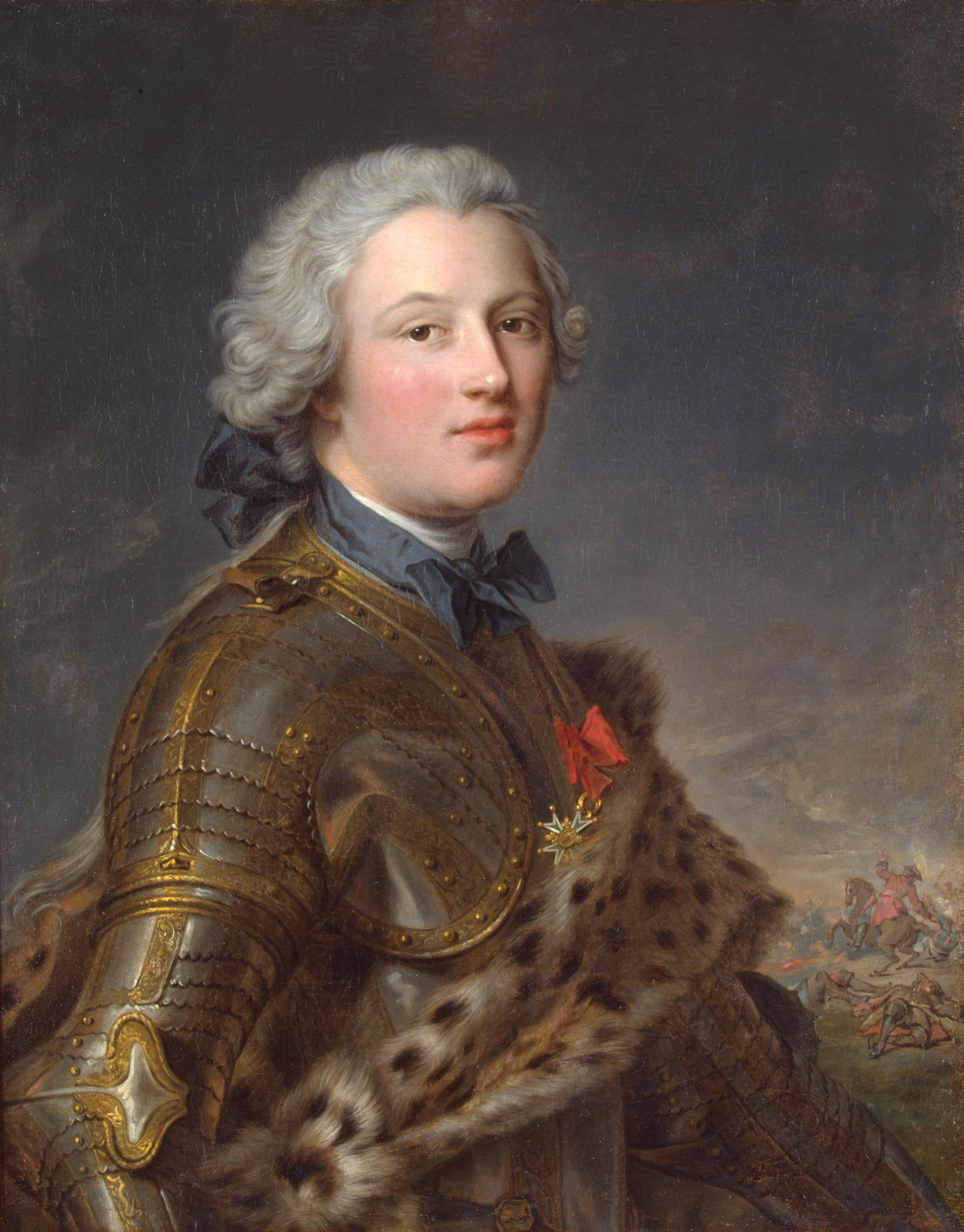
پرتره «پیر ویکتور، بارون دبسنوال د برونشتات» در سال ۱۷۶۶م
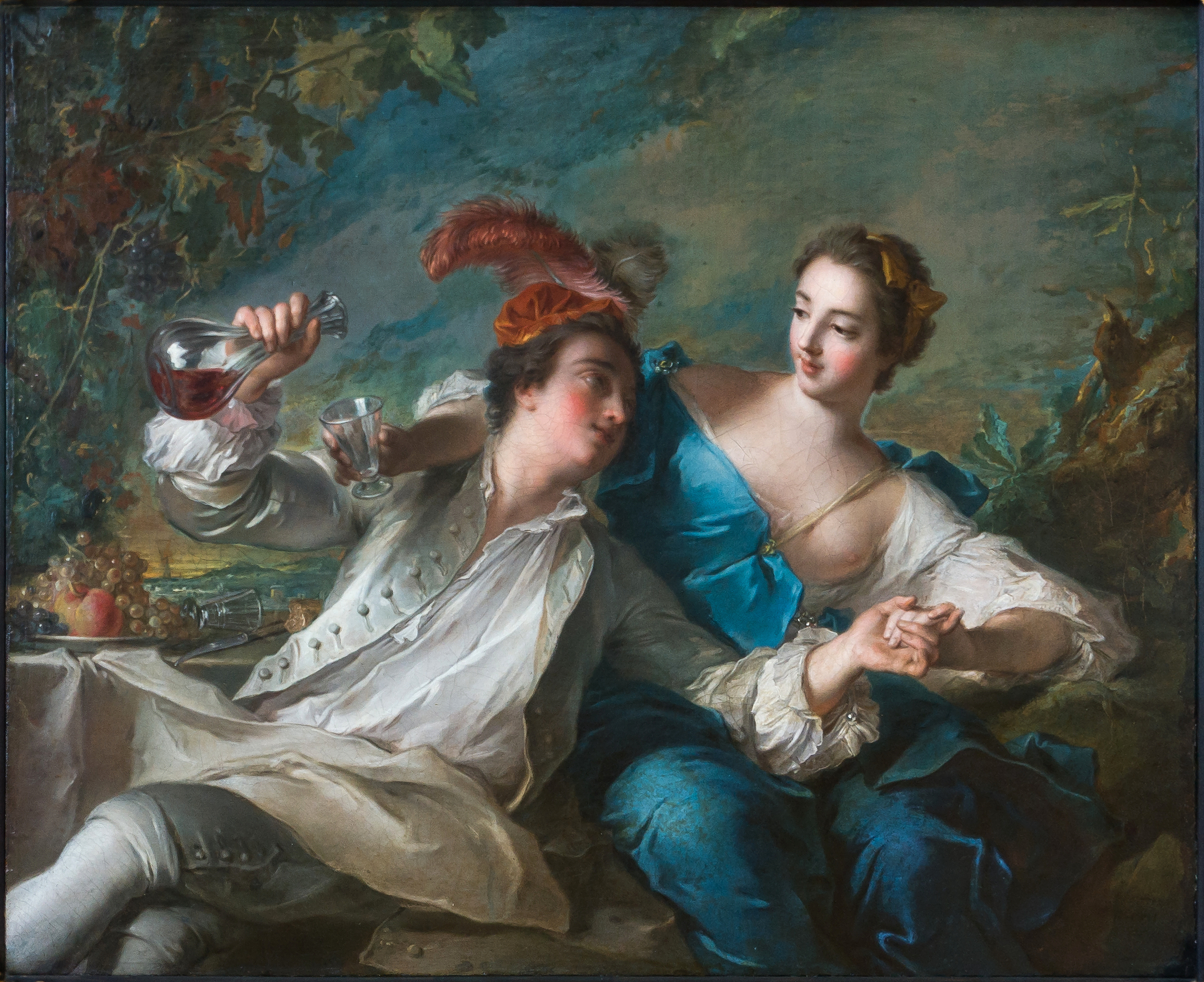
نگاره «دوست داشتن» در سال ۱۷۴۴م